# Observatoire volcanologique et sismologique de Manizales
Vous pouvez aider à l'améliorer ou bien discuter des problèmes sur sa page de discussion.
- Il est à actualiser. Certains passages sont obsolètes ou annoncent des événements désormais passés. (Marqué depuis janvier 2022)

L'observatoire volcanologique et sismologique de Manizales (en espagnol : Observatorio Vulcanológico y Sismológico de Manizales) est un observatoire volcanologique et sismologique colombien basé à Manizales en Colombie. Fondé le 1er avril 1986, il relève du Service géologique colombien ; il surveille et étudie notamment le Cerro Bravo, le Cerro Machín, le Nevado del Ruiz, le Nevado del Tolima, le Romeral et le Santa Isabel.